# Joan Ginther
Joan Ginther, född 4 januari 1947, död 12 april 2024, var en amerikansk lotterivinnare. Hon har vunnit fyra stycken storvinster, mer än en miljon dollar, den första 1993 och senast 2010. Sannolikheten för vinsterna vid köp av en lott per dragning är 1 på 18 kvadriljoner (1024).

## Biografi
Den första vinsten år 1993 är det möjligt att hennes far köpte, och att han gav den till henne för att hennes födelsedata ingick. Lottnumret var 1, 4, 10, 47 och på amerikanskt vis skrivs hennes födelsedata 4/1/47, vinsten gav henne mer än 5 miljoner dollar totalt utbetalat med 270 000 dollar årligen. Hon flyttade till Las Vegas 2001, men samtliga storvinster, även de tre som vunnits efter 2001, är från lotter köpta i närheten av staden Bishop, två stycken på en liten bensinmack, Times Market, utanför staden.
Den första vinsten gjordes på en lottorad. De andra tre vinsterna är samtliga gjorda på skraplotter; år 2006 vann hon två miljoner dollar på Holiday Millionaire, år 2008 tre miljoner dollar på Millions & Millions och sedan 2010 hennes hittills största vinst, tio miljoner dollar, på en Lotto Texas. Lotterna har kostat mellan 20 och 50 dollar styck.
Joan Ginther har en doktorsgrad från Stanford i statisktik, och det spekuleras därför i att hon vunnit priserna genom att analysera lotternas distribution och räknat ut hur hon ska minimera risken. I USA är finns det möjlighet att ta upp inköp av lotter i deklarationen, göra avskrinvningar och kvitta mot vinster. Det har visat sig att Joan Ginther har köpt lotter för stora summor pengar på mindre försäljningsställen, ibland hela lagret. Samtidigt gör skattesystemet och småvinster, lotterierna måste betala ut minst hälften och betalar ibland ut mer än 60% i vinster, att hon betalar ungefär 25% av lottens inköspspris. Det har också visat sig att det inte bara är hon som köpt stora mängder lotter i de små butikerna. Det har även vänner till henne gjort. De har också fått vinster, även om de inte varit lika stora, och dessutom stöd av Joan Ginther i form av finansierade utbyggnader av deras hus till exempel.
En av teorierna är att hon har maximerat chansen genom att tömma lagret hos några småbutiker. Eftersom lotterierna vill fördela storvinsterna över tid så att inte folk slutar köpa lotter därför att vinsterna, som kontinuerligt meddelas allmänheten, är de fördelade i olika distributioner. Annan öppen information är antalet vinnare persdistribution, till exempel. Möjligen har Joan Ginther analyserat detta och genom att tömma lagret snabbt i några butiker få en stor andel lotter ur en mindre pott med storvinst till en av de butikerna. Beräkningar visar att hon kan ha sänkt ner oddsen till 1 på 128, och med tanke på vinsterna kanske ännu lägre.
Joan Ginther själv levde tillbakadraget i Las Vegas och lät sig inte intervjuas.